# 镇隆镇 (信宜市)
镇隆镇，是中华人民共和国广东省茂名市信宜市下辖的一个乡镇级行政单位。

## 行政区划
镇隆镇下辖以下地区：
镇隆社区、俊耀村、十里村、荔枝村、西岸村、德乔村、六岸村、西塘村、北畔村、林冲村、白梅村、高山村、同心村、俊昌村、六旺村、沉冲村、龙登村、八坊村、六双村、河吕村和大水坡村。

## 中国传统村落
2013年8月，文明村被评为第二批中国传统村落。